# Sniper: Ghost Warrior
Sniper: Ghost Warrior est une série de jeux vidéo de tir tactique développés et publiés par City Interactive à partir de 2008.

## Liste de jeux
| Nom du jeu                        | Plateformes                      | Année de sortie |
| --------------------------------- | -------------------------------- | --------------- |
| Sniper: Art of Victory            | Windows                          | 2008            |
| Sniper: Ghost Warrior             | Windows, PlayStation 3, Xbox 360 | 2010            |
| Sniper: Ghost Warrior 2           | Windows, PlayStation 3, Xbox 360 | 2013            |
| Sniper: Ghost Warrior 3           | Windows, PlayStation 4, Xbox One | 2017            |
| Sniper: Ghost Warrior mobile      | Android, iOS                     | 2017            |
| Sniper: Ghost Warrior Contracts   | Windows, PlayStation 4, Xbox One | 2019            |
| Sniper: Ghost Warrior Contracts 2 | Windows, PlayStation 4, Xbox One | 2021            |